# Coby Bell
Coby Scott Bell (11 de maio de 1975, Orange County, Califórnia - Estados Unidos) é um ator estadunidense famoso por interpretar o personagem Tyrone 'Ty' Davis na série televisiva Third Watch.

## Biografia
Coby Bell é casado com Aviss Pinkney-Bell, com quem tem duas filhas gêmeas, Serrea e Jaena, que nasceram em 21 de junho de 2003. O pai de Coby, Michel Bell, é um renomado veterano de peças teatrais da Broadway. Coby se formou na San Jose State University, na Califórnia. Já foi mestre de cadetes da Big Brother for Long Beach Volunteer Patrol, um grupo de salva-vidas que atua em Long Beach e que já salvou mais de 3000 vítimas do mar. Ele também gosta de surf, jogar tênis e basquete. Também toca teclado em uma banda de reggae.
Coby Bell morava próximo ao "ground zero", onde ficavam as torres gêmas do World Trade Center em 2001. Ele estava em seu apartamento com sua esposa quando houve o ataque terrorista de 11 de setembro. Eles só ficaram sabendo o que estava acontecendo quando Bell ligou para Jason Wiles, seu companheiro na série Third Watch. Coby abriu a porta de seu apartamento para ajudar pessoas que estavam fugindo da poeira das ruas, em decorrência da queda das torres.

## Carreira
A carreira de Coby Bell começou com papéis secundários em algumas séries como The Parent´Hood, Buffy, a Caça-Vampiros, Plantão Médico e Smart Guy, até ganhar destaque na série médica L.A. Doctors, quando fez o papel de Patrick Owen em 13 episódios.
Porém, seu mais marcante personagem foi o policial Ty Davis na série dramática Third Watch. Coby foi um dos protagonistas de série desde seu ano de estréia, em 1999. Foi o único ator que participou de todos os episódios e um dos poucos que esteve em todas as temporadas, ao lado de Molly Price, Anthony Ruivivar, Skipp Sudduth, e Jason Wiles.
Em 2003, Coby estrelou a peça teatral, Safe, escrita e dirigida por seu companheiro de Third Watch, Anthony Ruivivar. A peça contou ainda com Jason Wiles e Yvonne Jung, também companheiros de Coby em Third Watch.
Em 2005, foi convidado especial na sitcom Half & Half, da UPN, como o bombeiro Glen. No ano seguinte, co-produziu um filme independente chamado Drifting Elegant, sendo esse seu primeiro trabalho como produtor. Nesse filme, ele também atuou como Renny Lyles. Ainda no mesmo ano, participou da série Girlfriends, também da UPN no episódio chamado The Game.
Recentemente, em 2007, esteve na série policial CSI: Miami, interpretando um cubano viciado chamado Tony Rosetti.

## Filmografia
Cinema e filmes feitos para TV somente (TV):
- Ball Don't Lie (2007) (pós-produção) .... homem com dreadlocks
- Drifting Elegant (2006) .... Renny Lyles (também como produtor)
- Dream Street (2005) .... como ele mesmo
- ATF (1999) (TV) .... Agente Dinko Bates

Séries de TV:
- Burn Notice (serie)(2010)... Jesse Porter (18 episódios_4ª temporada)
- The Game (2006-2007) .... Jason Pitts (17 episódios)
- CSI: Miami (2007) .... Tony Decker
- Girlfriends (2006) .... Jason
- Half & Half (2005) .... Glen (3 episódios)
- Parceiros da Vida (1999-2005) .... Tyrone 'Ty' Davis Jr. (132 episódios)
- L.A. Doctors (1998-1999) .... Patrick Owen (13 episódios)
- Smart Guy (1997-1998) .... Anthony Davis (2 episódios)
- Plantão Médico (1997) .... Brett Nicholson
- Buffy, a Caça-Vampiros (1997) .... jovem
- The Parent 'Hood (1997) .... Devigian
- The Gifted (2017) .... Jace Turner
- Walker (2021) .... Capitão Larry James